# Hassam

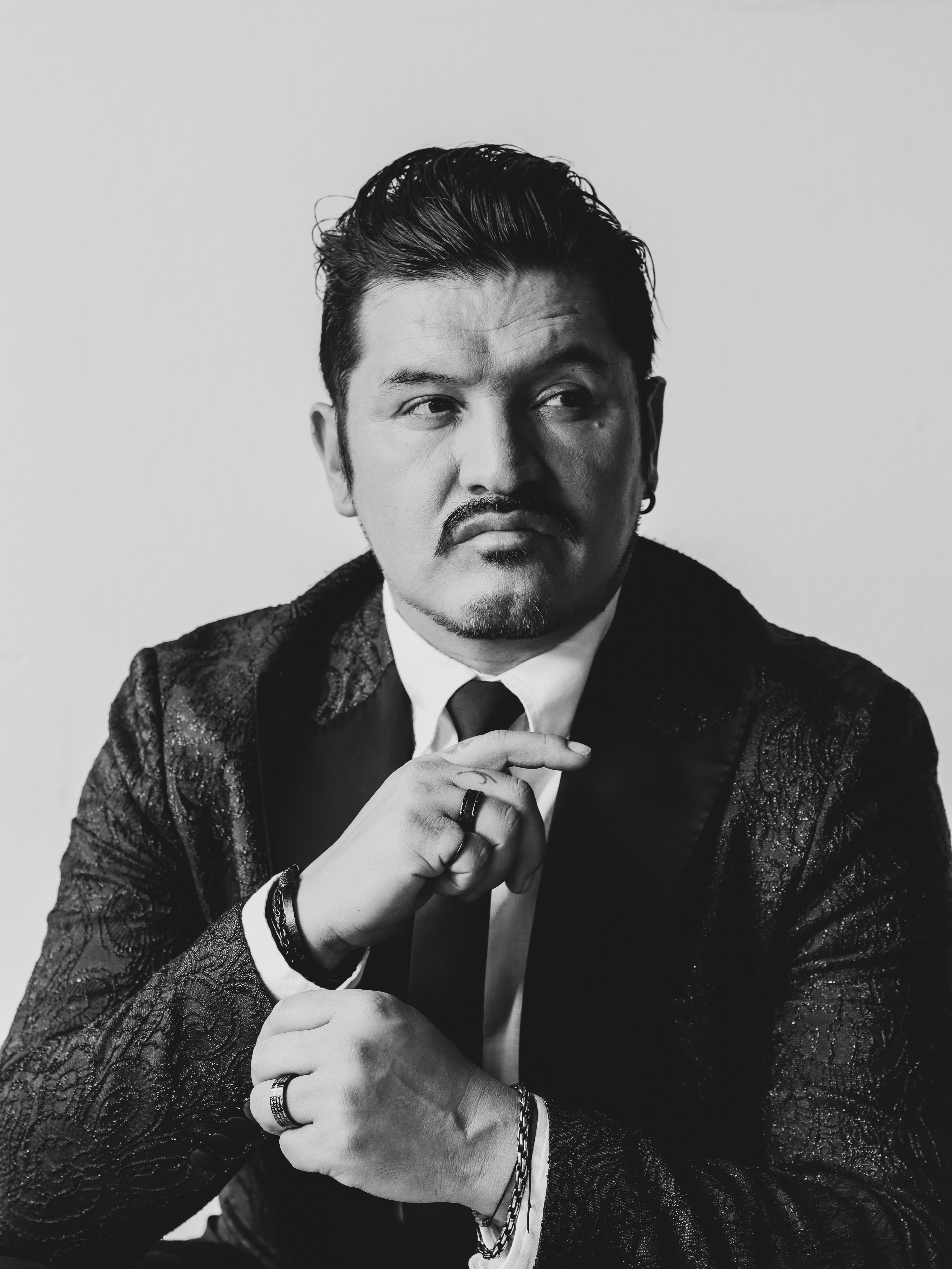
Retrato del humorista

Gerly Hassam Gómez Parra (Bogotá; 20 de marzo de 1977), conocido como Hassam, es un humorista y comediante colombiano.
Es conocido por su papel de comediante por interpretar a personajes como Rogelio Pataquiva, Próculo Rico, Güevardo y la Doctora Gloria en canales como Caracol y Humor Channel de la televisión colombiana. En 2006 participó como Director y creativo de “A reír” programa de TRT Televisora Regional del Táchira (Venezuela).
En 2019 se le diagnosticó mieloma múltiple. Un año después en sus redes sociales aseguró que le estaba ganando la batalla al cáncer.

## Biografía

### Sábados felices
Comenzó su aparición en la televisión en el programa Sábados Felices. Su personaje más conocido es Rogelio Pataquiva. Es docente de inglés, graduado de Universidad Distrital Francisco José de Caldas. Artista bogotano que se ha dedicado cerca de 21 años a la labor de entretener y divertir al público. pero principalmente entretener.
A sus 24 años inició estudios y talleres de teatro en la Escuela Superior de Artes Escénicas y paralelamente trabajó en el montaje y actuación de obras teatrales del Grupo Experimental de Formación Nuevo Pregón, sin embargo no hay registro de dicha actividad.
Obtuvo importantes resultados en sus actuaciones en el programa colombiano Sábados Felices como: finalista, subcampeón, campeón y declarado fuera de concurso hasta el 2008, cuando ganó 11 programas consecutivos siendo el único participante que ha logrado este récord en la historia del programa, con actuaciones que tienden a encarnar a personajes cotidianos. 
El 5 de mayo de 2012 en el especial de los 40 años del programa Sábados Felices el actor colombiano Robinson Díaz encarnó al personaje de Rogelio Pataquiva. En el 2015 produce y actuaciones en una película de bajo presupuesto, con éxito en taquilla, “Güelcom tu Colombia” y en 2016 Produce, escribe y protagoniza “agente  ñero ñero siete” siendo la segunda película colombiana más vista de ese año. Junto a sus apariciones en cine y televisión Hassam realiza los shows en vivo “What ever father” “I am Hassam” “High School Distrital” y “Oh My Dog” con los cuales ha recorrido Colombia, EE. UU., Canadá, España, Argentina, Chile, Costa Rica, Inglaterra, Entre otros.

### Década de 2010 y actualidad
También participó en el Desafío 2013: África, el origen, en el equipo de las celebridades, y en el Desafío 2015: India, la reencarnación, en el equipo de los elefantes. 
En 2018, participa como jurado en el Reality show Colombia Ríe. Un año después participó en el programa Master Chef Celebrity, donde avanzó hasta las etapas finales.
En 2021 recibió una nominación a los Premios Latin Plug en la categoría de «mejor comediante del año» y regresó a Sábados felices como humorista.
En 2019, Hassam fue diagnosticado con mieloma múltiple, un tipo de cáncer que, según explicó, llena los huesos y la médula ósea de células plasmáticas. Un tiempo después, el humorista anunció que ya no tenía células cancerígenas en su médula gracias a la quimioterapia. Hassam reveló noticias positivas sobre su cáncer. 

## Filmografía
| Año             | Título                                        | Personaje / Rol   | Canal              |
| --------------- | --------------------------------------------- | ----------------- | ------------------ |
| 2025            | El novicio rebelde                            | Rogelio Pataquiva | Amazon Prime Video |
| 2023            | Hassam: Oh my dog                             | El mismo          | Amazon Prime Video |
| 2023            | LOL Colombia                                  | El mismo          | Amazon Prime Video |
| 2022            | ¿Por qué a mí?                                | El mismo          | Amazon Prime Video |
| 2019-2020       | MasterChef Celebrity                          | Participante      | Canal RCN          |
| 2018            | Colombia Ríe                                  | Jurado            | Canal RCN          |
| 2015            | Desafío 2015: India, la reencarnación         | Participante      | Caracol Televisión |
| 2013            | Desafío 2013: África, el origen               | Participante      | Caracol Televisión |
| 2013            | La hipocondríaca                              | Patricio          | Caracol Televisión |
| 2011-2016       | Festival Internacional del Humor              | Participante      | Caracol Televisión |
| 2011-2012       | Los canarios                                  | Próculo Rico      | Caracol Televisión |
| 2008            | Cubrimiento especial del Reinado de Cartagena | Participante      | Caracol Televisión |
| 2004-2017; 2021 | Sábados felices                               | Participante      | Caracol Televisión |

## Cine
| Año  | Título                               | Personaje         |
| ---- | ------------------------------------ | ----------------- |
| 2023 | La sexologa                          |                   |
| 2022 | Sana que sana                        | Rogelio Pataquiva |
| 2018 | Pa' las que sea papá                 | Rogelio Pataquiva |
| 2017 | Agente Ñero Ñero 7 2: Comando Jungla | Rogelio Pataquiva |
| 2016 | Agente Ñero Ñero 7                   | Rogelio Pataquiva |
| 2015 | Güelcom tu Colombia                  | Rogelio Pataquiva |

## Televisión
- Participación de jurado en el Reality show Colombia ríe
- Participación humorística Caracol Televisión Sábados Felices (2004-2017)
- Festival internacional del humor en sus ediciones de 2011, 2012, 2013, 2014, 2015, 2016
- Cubrimiento especial del Reinado de Cartagena (2008)
- Se ha presentado en diversos programas de la televisión colombiana
- También tuvo un espacio en el desaparecido canal Humor Channel en donde hizo su versión de su comedia What Ever Father "Pa' las que sea papa" que presentó para DVD, cuando decía groserías eran tapadas con un sonido de una cabra y criticó a la Televisión por propiciar la sexualidad y la violencia.

La trinchera interpretando a varios soldados y también donde mostró el personaje de Güevardo, como también en el programa Sábados Felices, actualmente hace parte del elenco, convirtiéndose en integrante del espacio humorístico más antiguo de la televisión colombiana.

## Personajes principales
- Rogelio Pataquiva. (Personaje por el cual Hassam inicio su carrera como humorista)
- Proculo Rico: cantante boyacense
- Guevardo recreador semi profesional
- Doctora Gloria Psicóloga
- Chand Gurú